# 1940 في مصر
فيما يلي قوائم الأحداث التي وقعت خلال عام 1940 في مصر.

## سياسة

### انتهاء فترة المنصب
- 28 يونيو – علي ماهر باشا رئيس الوزراء المصري.

## أفلام
من الأفلام التي صدرت هذه السنة في مصر:
- 1 يناير – تحت السلاح من إخراج فؤاد الجزايرلي.
- 1 يناير – حياة الظلام من إخراج أحمد بدرخان.
- 1 يناير – رجل بين امرأتين من إخراج إبراهيم لاما.
- 18 يناير – الباشمقاول من إخراج توجو مزراحي.
- 6 مايو – قلب المرأة من إخراج توجو مزراحي.
- 18 مايو – فتاة متمردة من إخراج أحمد جلال.
- 29 سبتمبر – دنانير من إخراج أحمد بدرخان.
- 31 أكتوبر – صرخة في الليل من إخراج إبراهيم لاما.
- 28 نوفمبر – الورشة من إخراج إستفان روستي.

## مواليد

### يناير
- 1 يناير – ليلى أحمد[1]
- 17 يناير – نرسيس بدروس التاسع عشر قس مصري.[2]

### فبراير
- 28 فبراير – هلال السعيد صحفي مصري.

### مارس
- 25 مارس – محيي الدين اللباد

### مايو
- 17 مايو – عادل إمام ممثل مصري.

### يونيو
- 14 يونيو – زبيدة ثروت ممثلة مصرية.[3]
- 15 يونيو – جورج قرم[4]

### يوليو
- 2 يوليو – محمد أبو الغار

### نوفمبر
- 4 نوفمبر – شمس البارودي ممثلة مصرية معتزلة.

### ديسمبر
- 17 ديسمبر – إيديكا فنان قصص مصورة فرنسي.[5]

## وفيات

### يوليو
- 23 يوليو – إسماعيل أدهم (مواليد 1911) كاتب مصري.[6]